# インドネシア人

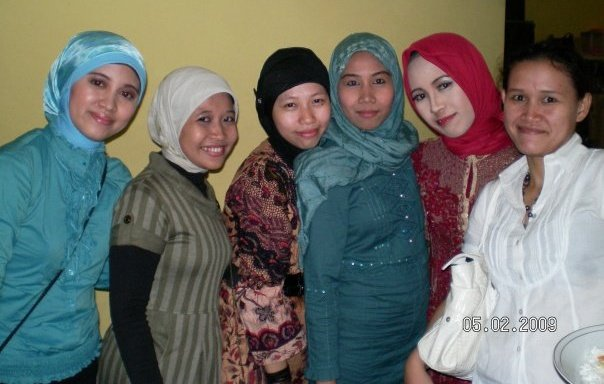
ヒジャブを着用するムスリムの女性達

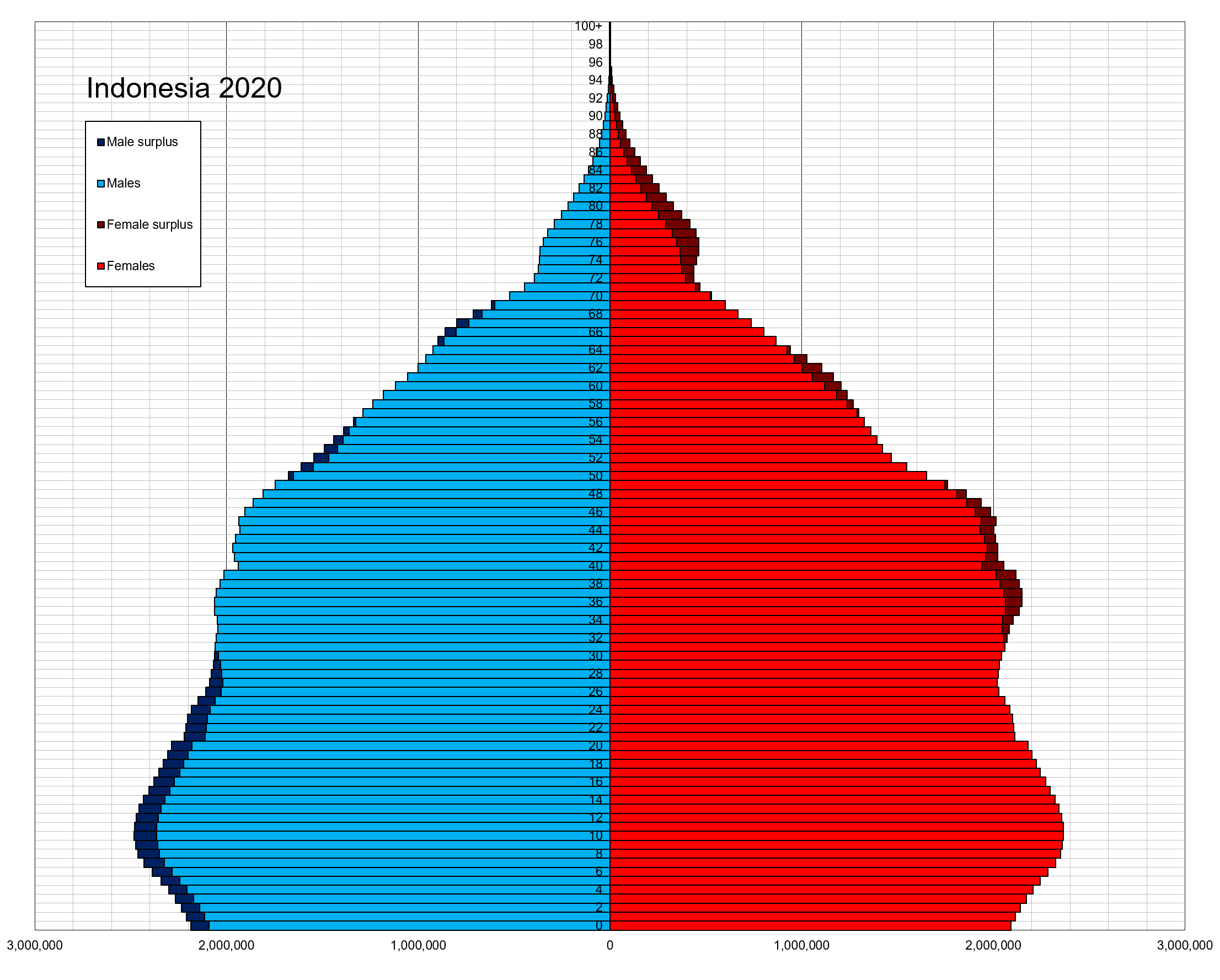
インドネシアの人口ピラミッド（2020年）

インドネシア人（Indonesians）とは、インドネシア国籍を持つ者のことである。インドネシアの民族は約300種族であり（大半がマレー系）、人口は世界で4番目に多い。また、総人口の9割弱はイスラム教徒である。

## 人口
インドネシアの人口は、中国、インド、アメリカに次いで世界で4番目に多く、2020年現在で約2.70億人となっている。今後も人口の増加は続くと予測されており、2050年には3億人を突破する可能性がある。

## 民族
大半がマレー系（ジャワ人、スンダ人、マドゥーラ人等）であるが、中華系、アラブ系、インド系等の民族もみられる。

## 言語
国の公用語はインドネシア語である。

## 宗教
- イスラム教 86.69％ [5]
- キリスト教 10.72％
  - プロテスタント 7.60％
  - カトリック 3.12％
- ヒンズー教 1.74％
- 仏教 0.77％
- 儒教 0.03％
- その他 0.04％